# Municipio de Green (condado de Marshall)
El municipio de Green (en inglés: Green Township) es un municipio ubicado en el condado de Marshall en el estado estadounidense de Indiana. En el año 2010 tenía una población de 1103 habitantes y una densidad poblacional de 12,81 personas por km².

## Geografía
El municipio de Green se encuentra ubicado en las coordenadas 41°13′0″N 86°18′2″O / 41.21667, -86.30056. Según la Oficina del Censo de los Estados Unidos, el municipio tiene una superficie total de 86.13 km², de la cual 85,79 km² corresponden a tierra firme y (0,4 %) 0,34 km² es agua.

## Demografía
Según el censo de 2010, había 1103 personas residiendo en el municipio de Green. La densidad de población era de 12,81 hab./km². De los 1103 habitantes, el municipio de Green estaba compuesto por el 96,28 % blancos, el 0,09 % eran afroamericanos, el 0,18 % eran amerindios, el 2,63 % eran de otras razas y el 0,82 % eran de una mezcla de razas. Del total de la población el 3,72 % eran hispanos o latinos de cualquier raza.